# Efecto principal
En el diseño de experimentos y análisis de varianza, un efecto principal es el efecto de una variable independiente en una variable dependiente promediada a través de los niveles de cualquier otra variable independiente. El término se usa con frecuencia en el contexto de diseños factoriales y modelos de regresión para distinguir los efectos principales de los efectos de interacción. 
En relación con un diseño factorial, bajo un análisis de varianza, una prueba de efecto principal probará las hipótesis esperadas, como H0, la hipótesis nula. Ejecutar una hipótesis para un efecto principal probará si hay evidencia de un efecto de diferentes tratamientos. Sin embargo, una prueba de efecto principal es inespecífica y no permitirá la localización de comparaciones medias específicas por pares (efectos simples). Una prueba de efecto principal simplemente analizará si, en general, hay algo sobre un factor en particular que está marcando la diferencia. En otras palabras, es una prueba que examina las diferencias entre los niveles de un solo factor (promediando sobre el otro factor y/o factores). Los efectos principales son esencialmente el efecto general de un factor. 

## Definición
Un factor promediado sobre todos los demás niveles de los efectos de otros factores se denomina efecto principal (también conocido como efecto marginal). El contraste de un factor entre niveles sobre todos los niveles de otros factores es el efecto principal. La diferencia entre las medias marginales de todos los niveles de un factor es el efecto principal de la variable de respuesta en ese factor. Los efectos principales son las principales variables independientes o factores probados en el experimento. El efecto principal es el efecto específico de un factor o variable independiente independientemente de otros parámetros en el experimento. En el diseño del experimento, se denomina factor, pero en el análisis de regresión se denomina variable independiente. 

## Estimando los efectos principales
En los diseños factoriales, por lo tanto, dos niveles cada uno de los factores A y B en un diseño factorial, los efectos principales de dos factores dicen que A y B pueden calcularse. El efecto principal de A viene dado por 
{\displaystyle A={1 \over 2n}[ab+a-b-1]}
El efecto principal de B viene dado por 
{\displaystyle B={1 \over 2n}[ab+b-a-1]}
Donde n es el número total de réplicas. La letra "a" representa la combinación de factores del nivel 1 de A y el nivel 2 de B y "b" representa la combinación de factores de A nivel 2 de A y nivel 1 de B. "ab" representa ambos factores en el nivel 1.

## Prueba de hipótesis para diseño factorial bidireccional
Considere un diseño factorial bidireccional en el que el factor A tiene 3 niveles y el factor B tiene 2 niveles con solo 1 réplica. Hay 6 tratamientos con 5 grados de libertad. En este ejemplo, tenemos dos hipótesis nulas. El primero para el Factor A es: {\displaystyle H_{0}:\alpha _{1}=\alpha _{2}=\alpha _{3}=0} y el segundo para el Factor B es: {\displaystyle H_{0}:\beta _{1}=\beta _{2}=0}. El efecto principal para el factor A se puede calcular con 2 grados de libertad. Esta variación se resume en la suma de cuadrados denotada por el término SSA. Del mismo modo, la variación del factor B se puede calcular como SSB con 1 grado de libertad. El valor esperado para la media de las respuestas en la columna i es {\displaystyle \mu +\beta _{j}} mientras que el valor esperado para la media de las respuestas en la fila j es {\displaystyle \mu +\alpha _{i}} donde i corresponde al nivel de factor en el factor A y j corresponde al nivel de factor en el factor B. {\displaystyle \alpha _{i}} y {\displaystyle \beta _{j}} son los principales efectos. SSA y SSB son sumas de cuadrados de efectos principales. Los dos grados restantes de libertad se pueden usar para describir la variación que proviene de la interacción entre los dos factores y se pueden denotar como SSAB. Una tabla puede mostrar el diseño de este diseño particular con los efectos principales (donde {\displaystyle x_{ij}} es la observación del nivel i del factor B y el nivel j del factor A): 
| Factor / Niveles           | {\displaystyle \alpha _{1}} | {\displaystyle \alpha _{2}} | {\displaystyle \alpha _{3}} |
| -------------------------- | --------------------------- | --------------------------- | --------------------------- |
| {\displaystyle \beta _{1}} | {\displaystyle x_{11}}      | {\displaystyle x_{12}}      | {\displaystyle x_{13}}      |
| {\displaystyle \beta _{2}} | {\displaystyle x_{21}}      | {\displaystyle x_{22}}      | {\displaystyle x_{23}}      |

## Ejemplo
Tomar un {\displaystyle 2^{2}} diseño factorial (2 niveles de dos factores) que prueba la clasificación de sabor del pollo frito en dos restaurantes de comida rápida. Deje que los probadores de sabor clasifiquen el pollo del 1 al 10 (mejor sabor), para el factor X: "picante" y factor Y: "crujiente". El nivel X1 es para pollo "no picante" y X2 es para pollo "picante". El nivel Y1 es para "no crujiente" y el nivel Y2 es para pollo "crujiente". Suponga que cinco personas (5 réplicas) probaron los cuatro tipos de pollo y dieron una clasificación de 1-10 para cada uno. Las hipótesis de interés serían: El factor X es: {\displaystyle H_{0}:X_{1}=X_{2}=0} y para Factor Y es: {\displaystyle H_{0}:Y_{1}=Y_{2}=0} . La tabla de resultados hipotéticos se da aquí: 
| Combinación de factores           | yo  | II  | III | IV  | V   | Total |
| --------------------------------- | --- | --- | --- | --- | --- | ----- |
| No picante, no crujiente (X1, Y1) | 3   | 2   | 6 6 | 1   | 9 9 | 21    |
| No picante, crujiente (X1, Y2)    | 7 7 | 2   | 4 4 | 2   | 8   | 23    |
| Picante, no crujiente (X2, Y1)    | 5 5 | 5 5 | 6 6 | 1   | 8   | 25    |
| Picante, Crujiente (X2, Y2)       | 9 9 | 10  | 8   | 6 6 | 8   | 41    |

El "efecto principal" de X (picante) cuando estamos en Y1 (no crujiente) se da como: 
{\displaystyle {\frac {[X_{2}Y_{1}]-[X_{1}Y_{1}]}{n}}} donde n es el número de réplicas. Del mismo modo, el "efecto principal" de X en Y2 (crujiente) se da como: 
{\displaystyle {\frac {[X_{2}Y_{2}]-[X_{1}Y_{2}]}{n}}}, sobre el cual podemos tomar el promedio simple de estos dos para determinar el efecto principal general del Factor X, que resulta como el anterior 
fórmula, escrita aquí como: 
{\displaystyle A=X={1 \over 2n}[ab+a-b-1]} = {\displaystyle {\frac {[X_{2}Y_{2}]+[X_{2}Y_{1}]-[X_{1}Y_{2}]-[X_{1}Y_{1}]}{2n}}}
Del mismo modo, para Y, el efecto principal general será:
{\displaystyle B=Y={1 \over 2n}[ab+b-a-1]} = {\displaystyle {\frac {[X_{2}Y_{2}]+[X_{1}Y_{2}]-[X_{2}Y_{1}]-[X_{1}Y_{1}]}{2n}}}
Para el experimento de degustación de pollo, tendríamos los principales efectos resultantes: 
{\displaystyle X:{\frac {[25]-[21]+[41]-[23]}{2*5}}=2.2}
{\displaystyle Y:{\frac {[41]-[25]+[23]-[21]}{2*5}}=1.8}